# موسس کارنه‌تسی
مؤسس کارنه‌تسی (ارمنی: Մովսես Կարնեցի, Արզրումցի؛  زادهٔ ۱۷ام میلادی - درگذشته ۱۸ام میلادی)، شاعر و Reader اهل ارمنستان بود.

## زندگی‌نامه
وی در سده ۱۷ام میلادی به دنیا آمد و در سده ۱۸ام میلادی درگذشت.